# Lahat (regentschap)
Lahat is een regentschap (kabupaten) in de provincie Zuid-Sumatra, Indonesië. Het regentschap heeft een oppervlakte van 6618 km² en heeft 530.977 inwoners (2004).
Lahat grenst in het noorden aan de regentschappen Muara Enim en Musi Rawas, in het oosten aan het regentschap Muara Enim, in het zuiden aan het regentschap Bengkulu Selatan (provincie Bengkulu) en de stad Pagar Alam en in het westen aan het regentschap Rejang Lebong (provincie Bengkulu).
Lahat is onderverdeeld in 22 onderdistricten (kecamatan):
1. Gumay Ulu
2. Tanjung Tebat
3. Jarai
4. Kikim Barat
5. Kikim Selatan
6. Kikim Tengah
7. Kikim Timur
8. Kota Agung
9. Lahat
10. Merapi Barat
11. Merapi Timur
12. Merapi Selatan
13. Mulak Ulu
14. Pajar Bulan
15. Muara Payang
16. Gumay Talang
17. Pulau Pinang
18. Tanjung Sakti Pumu
19. Tanjung Sakti Pumi
20. Ulu Musi
21. Pseksu
22. Suka Merindu